# Streckau
Streckau war ein Ortsteil der ehemaligen Gemeinde Luckenau im Burgenlandkreis in Sachsen-Anhalt. Er lag südlich von Luckenau und nordwestlich der früheren Kreisstadt Zeitz. Streckau wurde für den Tagebau Streckau 1953–54 devastiert, wegen der Gewinnung der dort lagernden Braunkohlevorkommen.

## Geschichte
Der Ort wurde erstmals 976 urkundlich als Villa Strecouua erwähnt, die von Kaiser Otto II. dem Bistum Zeitz geschenkt wurde. Bis 1815 gehörte Streckau zum sächsischen Amt Zeitz und wurde in den neugebildeten Kreis Zeitz im Regierungsbezirk Merseburg der preußischen Provinz Sachsen integriert.